# Christiaan Günther II van Schwarzburg-Sondershausen
Christiaan Günther II (Ebeleben, 1 april 1616 - Arnstadt, 10 september 1666) was van 1642 tot 1651 graaf van Schwarzburg-Sondershausen. Daarna regeerde hij tot zijn dood als graaf van Schwarzburg-Arnstadt.

## Biografie

Kaart van Schwarzburg na de verdeling van Schwarzburg-Sondershausen in 1651.
Schwarzburg-Arnstadt

Christiaan Günther II was de oudste overlevende zoon van graaf Christiaan Günther I en Anna Sibylla van Schwarzburg-Rudolstadt. Hij groeide op in Ebeleben, dat zijn vader als residentie had uitgekozen. Onder andere vanwege de Dertigjarige Oorlog (1618-1648) hadden zijn vader en diens broers het graafschap Schwarzburg-Sondershausen gemeenschappelijk bestuurd, in plaats van het onder elkaar te verdelen.
Christiaan Günther I overleed in 1642. Christiaan Günther II en zijn broers, Anton Günther en Lodewijk Günther II, volgden hem gezamenlijk op. Hun eerste regeringsjaar moesten ze het bestuur echter nog delen met hun oom, Günther XLII. Vanwege de voortdurende oorlog hielden de drie broers vast aan een gemeenschappelijke regering. Vooral het Unterherrschaft rond de hoofdstad Sondershausen had zwaar te lijden door inkwartieringen en rondtrekkende en plunderende legers.
In 1651 sloten de drie broers in Arnstadt een verdelingsverdrag. Schwarzburg-Sondershausen werd in drie delen rond Arnstadt, Ebeleben en Sondershausen verdeeld. De broers moesten loten om welk deel ze zouden krijgen. Christiaan Günther II kreeg de Ämter Arnstadt en Käfernburg en het Graafschap Untergleichen. Het Amt Gehren, ten zuiden van Arnstadt, bleef als Rijksleen gemeenschappelijk bezit.
Als graaf liet Christiaan Günther II de resten van de vervallen Käfernburg afbreken. Het bouwmateriaal gebruikte hij voor Schloss Neideck. De nieuwgebouwde kapel van het kasteel werd in 1661 gewijd.
Christiaan Günther II stierf in 1666. Christiaan Günthers enige zoon, Johan Günther IV, was bij zijn overlijden nog minderjarig. De voogdij en het regentschap van Schwarzburg-Arnstadt kwamen aan Christiaan Günthers vrouw, Sophia Dorothea, en zijn broer Lodewijk Günther II. Toen Johan Günther IV in 1669 overwachts overleed nam Lodewijk Günther II het bestuur in Arnstadt over.

## Huwelijk en kinderen
Christian Günther II trouwde op 28 februari 1645 met Sophia Dorothea (ca. 1624-1685), een dochter van graaf Georg von Mörsperg en Beffort. Ze kregen zes kinderen:
- Sibylla Juliana (1646-1698), getrouwd met Hendrik van Reuß-Obergreiz (1668–1681)
- Sophia Dorothea (1647-1708), getrouwd met Ernst van Stolberg (1650–1710)
- Clara Sabine (1648–1698)
- Christine Elisabeth (1651–1670)
- Catharina Eleonore (1653–1685)
- Johan Günther IV (1654–1669), graaf van Schwarzburg-Arnstadt